# Afició al ferrocarril

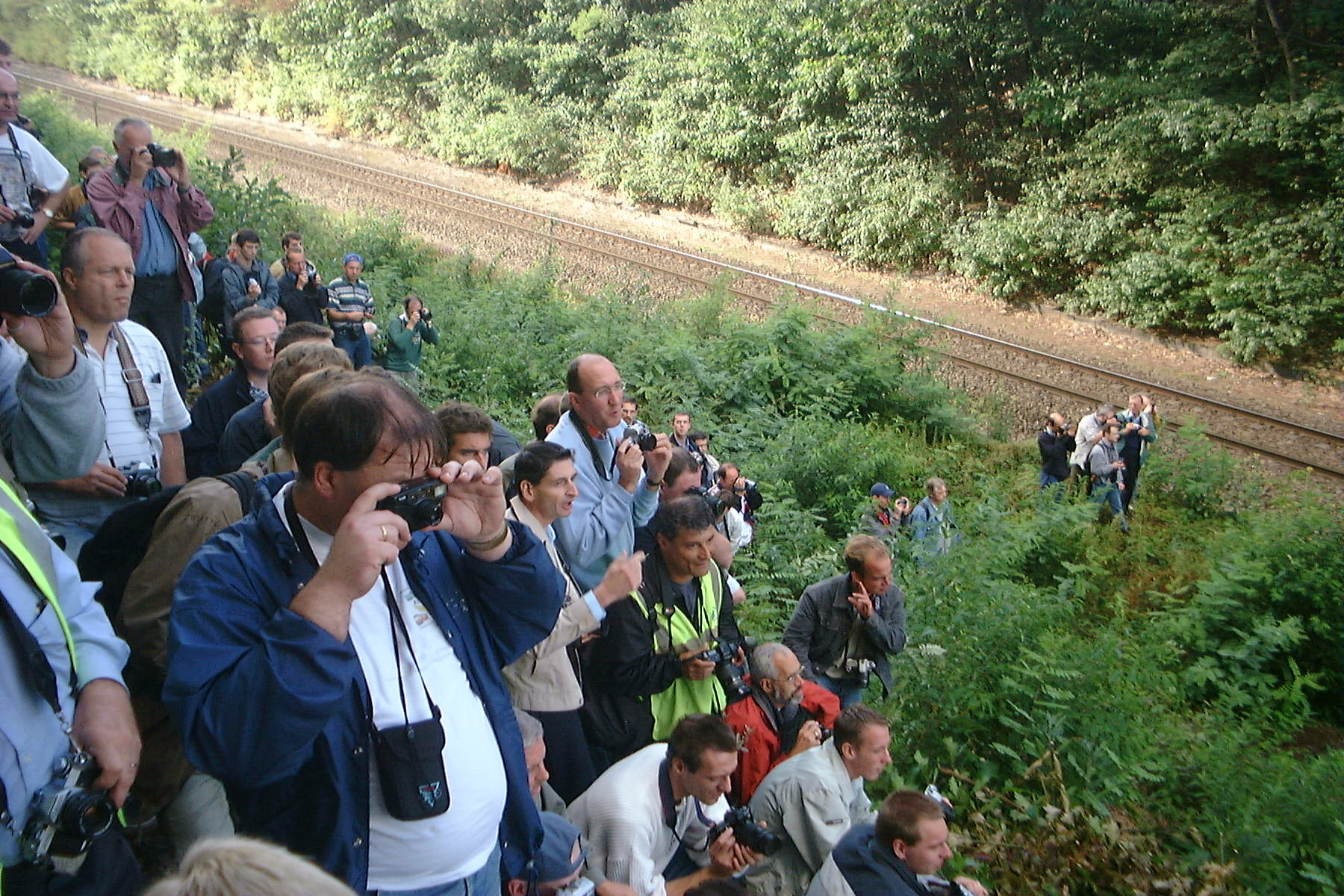
Afeccionats belgues fotografiant trens

L'afició al ferrocarril inclou activitats relacionades amb aquest mitjà de transport com la fotografia de trens, el col·leccionisme de maquetes, els viatges en ferrocarril i el modelisme virtual.

## Activitats

### Fotografia de trens
És una activitat freqüent entre els aficionats al ferrocarril. Consisteix a anar a algun lloc on hi haja vies i esperar un tren determinat. A Espanya on hi ha 9 companyies ferroviàries (omeses les contractes d'obres): El Metro de Bilbao, el Metro de Madrid, el Metro de Barcelona, els Ferrocarrils de la Generalitat de Catalunya, els Ferrocarrils de la Generalitat Valenciana, l'Euskotren Bideak, La FEVE, els Serveis Ferroviaris de Mallorca i la Renfe Operadora. Hi ha molta varietat de trens per fotografiar, malgrat que Renfe Operadora ha anat llevant trens i tancant línies i relacions (vegeu degradació material convencional).

### Col·leccionisme de trens en miniatura
Hi ha molts aficionats que posseeixen reproduccions en miniatura de certs trens. A Espanya on hi ha pocs fabricants, hi ha poc material en comparació amb altres països com Alemanya o Regne Units. Les reproduccions estan normalment fetes a escala OO (1:76), HO (1:86/1:100) o N (1:150/1:160). Malgrat el poc material espanyol que hi ha al mercat, els fabricants comencen a treure moltes peces noves.

### Simulació ferroviària
Amb l'abaratiment dels ordinadors i la potència cada cop més elevada d'aquestos, els fabricants de programari estan traient simuladors de conducció de trens, i de disseny de maquetes. Els simuladors més populars són transport Tycoon, Railway Tycoon, Microsoft Train Simulator, TrainZ i Raily. Hi ha simuladors molt bons com el Zusi, BVE o Loksim 3D que fan molt bona la simulació, especialment aquest darrer on el "maquinista" pot interaccionar amb els senyals de la mateixa manera que es fa en la realitat, i els moviments del tren, així com el so, són molt reals i de bona qualitat. Pel que fa als simuladors de maquetes, cal dir que són generalment programes que serveixen per dissenyar maquetes amb les vies d'un fum de fabricants, i hi ha alguns d'estos que permeten fins i tot fer córrer trens per "provar" la maqueta. El XTrkCad Arxivat 2005-03-23 a Wayback Machine., programari lliure, n'és un bon exemple.
Els simuladors de trànsit ferroviari o de CTC, són un altre tipus de simuladors que agraden molt a aquests aficionats, ja que hi ha molts que els agrada la circulació ferroviària. Generalment aquesta mena de simuladors són els mateixos que s'empren als centres de control ferroviari reals. Entre ells podem trobar Train Director que és programari lliure, o Train Dispatcher.